# 라일라 바게 발그렌
라일라 바게 발그렌(Laila Bagge Wahlgren, 1972년 12월 15일 ~ )은 스웨덴의 가수이다.